# Wiedersberger Horn
Le Wiedersberger Horn est une montagne qui s’élève à 2 127 m d’altitude dans les Alpes de Kitzbühel, en Autriche.